# Emma White
Emma White (Duanesburg (New York), 23 augustus 1997) is een Amerikaans voormalig wielrenster die actief was op de weg, in het veldrijden en in het baanwielrennen.

## Biografie
In 2014 werd ze Amerikaans kampioen tijdrijden bij de junioren en in 2015 werd ze Amerikaans kampioen veldrijden, eveneens bij de junioren. In september 2015 won ze als junior twee maal zilver in Richmond tijdens de wereldkampioenschappen wielrennen 2015 op de weg en in de tijdrit. In zowel 2017 als 2018 won ze de 4e etappe van de Ronde van de Gila. In 2017 werd ze Pan-Amerikaans kampioene en in 2018 Amerikaans kampioene veldrijden bij de beloften.
White won in 2020 samen met Jennifer Valente, Chloé Dygert en Lily Williams de ploegenachtervolging op de Wereldkampioenschappen baanwielrennen in Berlijn. Met dezelfde drie rensters, aangevuld met Megan Jastrab, won ze in augustus 2021 brons namens de Verenigde Staten op de ploegenachtervolging tijdens de Olympische Zomerspelen 2020 in Tokio.
In oktober 2021 hing ze haar fiets aan de wilgen.
Haar oudere broer Curtis White is ook wielrenner.
Emma White dient niet verward te worden met de Schotse turnster Emma White.

## Palmares

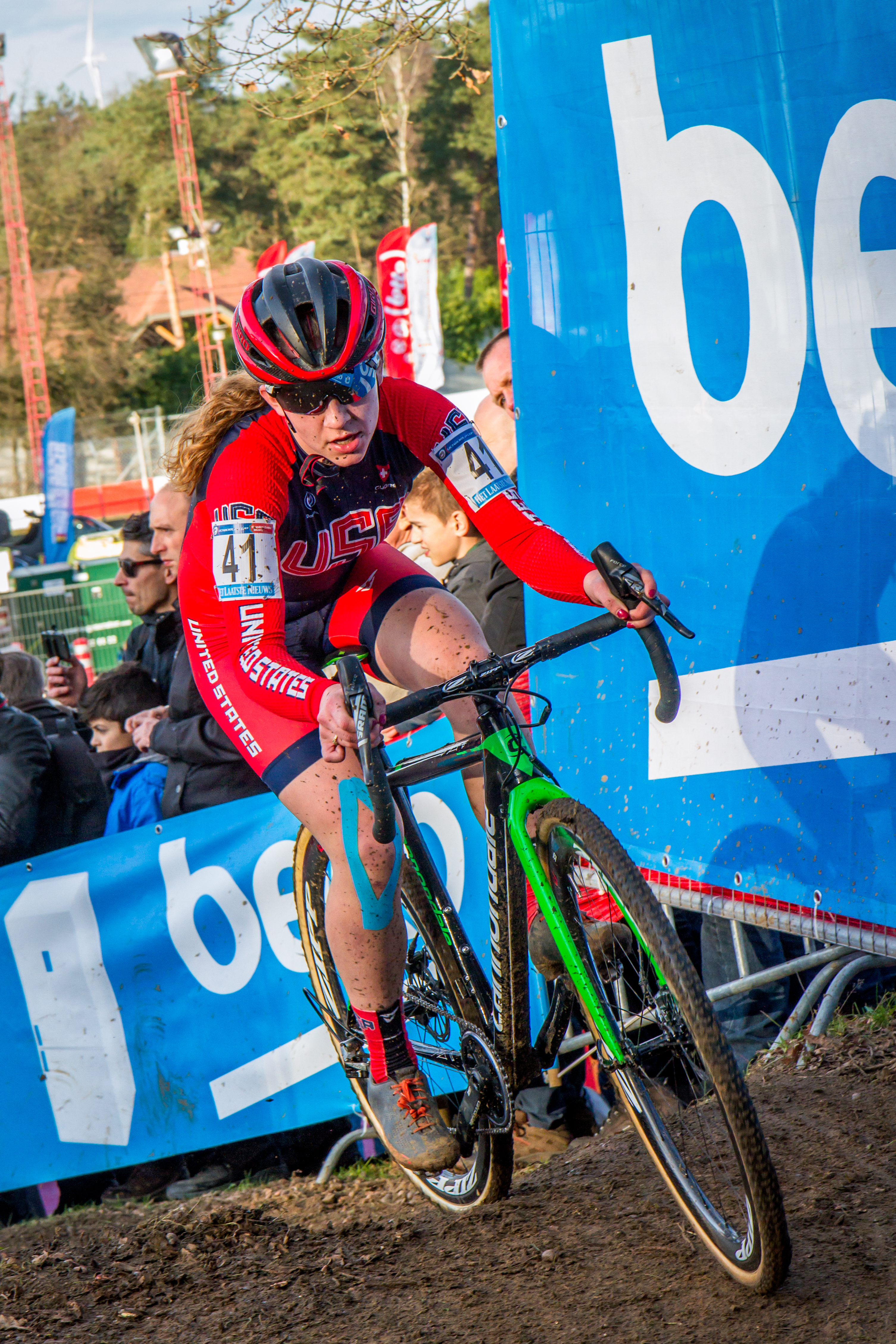
Emma White in Zolder, 2015.

### Weg
2014
- Amerikaans kampioen tijdrijden, junior
- Amerikaans kampioenschap op de weg, junior
- 5e WK tijdrijden, junior

2015
- WK op de weg, junior
- WK tijdrijden, junior

2017
- 4e etappe Ronde van de Gila
- North Star Grand Prix

2018
- Puntenklassement en 4e etappe Ronde van de Gila

### Veld
| Seizoen   | Wereldbeker | Superprestige | Trofee veldrijden | WK     | PK  | AK       | Overige                                                 | Totaal aantal zeges |
| --------- | ----------- | ------------- | ----------------- | ------ | --- | -------- | ------------------------------------------------------- | ------------------- |
| 2014-2015 |             |               |                   |        |     | · junior |                                                         | 1                   |
| 2015-2016 |             |               |                   |        |     | U23      | Baltimore 1, Baltimore 2, Northampton, Warwick          | 4                   |
| 2016-2017 |             |               |                   | 8e U23 | U23 | U23      | Northampton, Warwick 1, Warwick 2                       | 3                   |
| 2017-2018 |             |               |                   | 7e U23 | U23 | U23      | Thompsonville, Northampton 1, Northampton 2, Gloucester | 6                   |
|           |             |               |                   |        |     |          |                                                         |                     |
| Totaal    | 0           | 0             | 0                 | 0      | 1   | 2        | 11                                                      | 14                  |

### Baanwielrennen

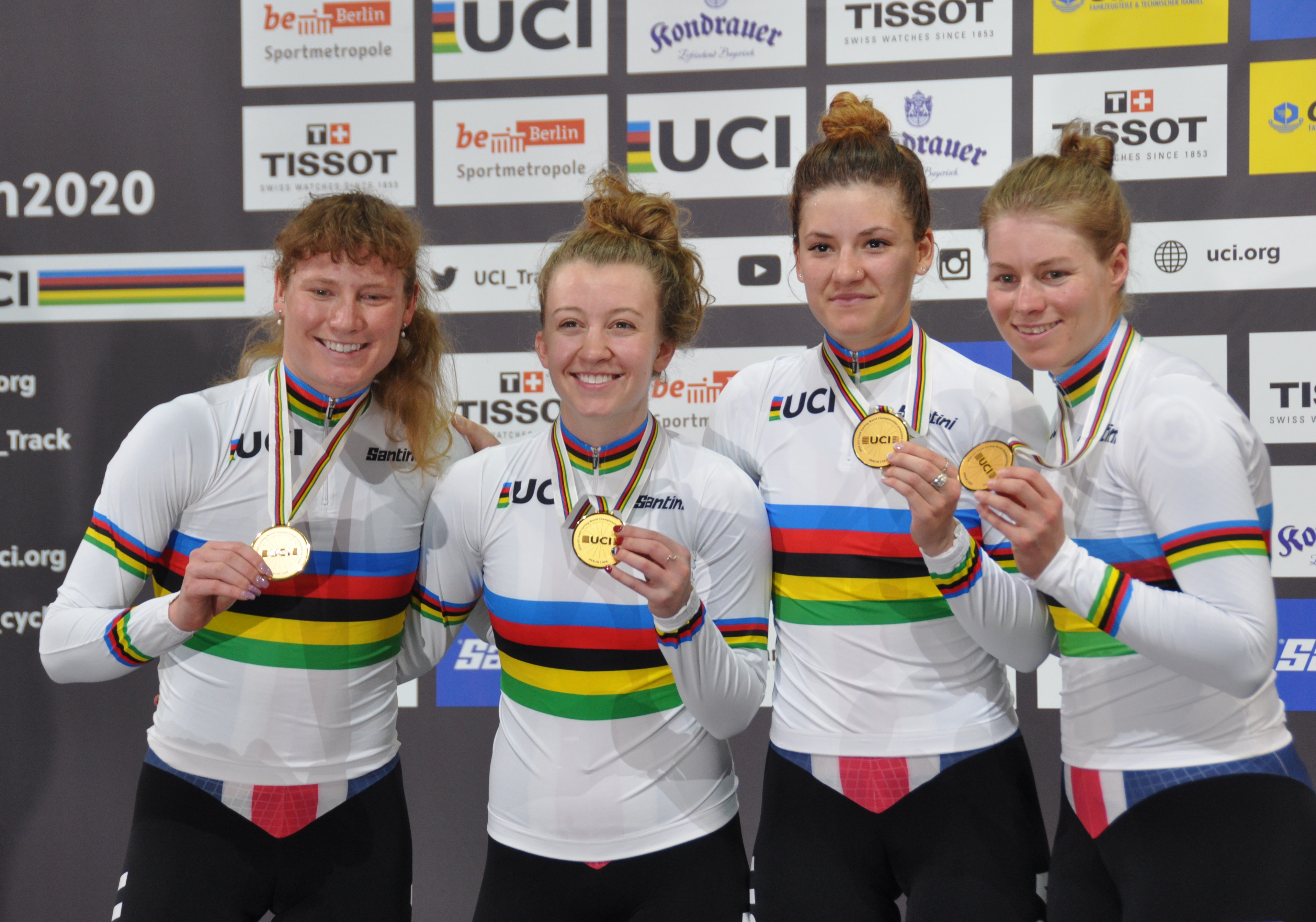
WK ploegenachtervolging 2020 in Berlijn.

| Jaar      | AK        | WK                   | Overig                                                                                                 |           |
| Als elite | Als elite | Als elite            | Als elite                                                                                              | Als elite |
| --------- | --------- | -------------------- | --- | --------- |
| 2019      |           |                      | Pan-Amerikaanse kampioenschappen: ploegenachtervolging, achtervolging · WB Minsk: ploegenachtervolging |           |
| 2020      |           | ploegenachtervolging | WB Milton: ploegenachtervolging                                                                        |           |
| 2021      |           |                      | OS Tokio: ploegenachtervolging                                                                         |           |